# Musca tibetana
Musca tibetana är en tvåvingeart som beskrevs av Fan 1978. Musca tibetana ingår i släktet Musca och familjen husflugor.
Artens utbredningsområde är Tibet. Inga underarter finns listade i Catalogue of Life.